# NGC 2893
NGC 2893 (również PGC 26979 lub UGC 5060) – galaktyka spiralna z poprzeczką (SB0-a), znajdująca się w gwiazdozbiorze Lwa. Odkrył ją William Herschel 13 marca 1785 roku.